# Sonic Visualiser
Sonic Visualiser je program na prohlížení a rozbor obsahu hudebních zvukových souborů. Je to svobodný software šířený pod obecnou veřejnou licencí GNU pro operační systémy Windows, macOS a Linux, který se používá ke znázornění, rozboru a opatření zvukových souborů poznámkami. Program je užitečný při hudební a také při vědecké práci, a je pozoruhodný svojí schopností použít vysoce specializované přídavné moduly třetích stran ve formátu přídavného modulu Vamp. Vyvíjí jej Středisko pro digitální hudbu při Univerzitě královny Marie v Londýně.

## Vlastnosti
- Nahrání zvukových souborů ve formátech WAV, OGG a MP3 a zobrazení jejich průběhových křivek.
- Pohled na znázornění zvuku, jako je zobrazení spektrogramu, s interaktivními úpravami parametrů zobrazení.
- Opatření zvukových dat poznámkami přidáním časových bodů označených štítkem a stanovením částí, hodnot bodů a křivek.
- Překrývání poznámek přes sebe se zarovnanými měřítky, a překrývání poznámek na vrchu zobrazení křivky nebo spektrogramu.
- Zobrazení stejných dat současně v časových rozlišeních (kvůli záběru zblízka a celkovému pohledu).
- Automatické spouštění přídavných modulů pro vytažení vlastností kvůli spočítání poznámek, za použití algoritmů, jako je sledování dob, zjištění výšek tónů atd.
- Zavádění poznámkových vrstev z různých formátů textových souborů.
- Zavádění dat not ze souborů MIDI, jejich zobrazení vedle dalších frekvenčních stupnic, a přehrávání s původním zvukem.
- Přehrávání zvuku plus syntetizované poznámky, postarání se o sladění přehrávání se zobrazením.
- Výběr oblastí, volitelné zapadávání do míst s funkcemi poblíž, a samostatný zkušební výstup a srovnávací výběry v jednolitých smyčkách.
- Přehrávání roztažení času, jeho zpomalení nebo zrychlení na nepatrné zlomky nebo obrovské násobky původní rychlosti za udržování vyrovnaného zobrazení.
- Vyvádění oblastí zvuku a poznámkových vrstev do souborů v jiných formátech.